# Заман (1908 – 1911)
„Заман“ (на османски турски: زمن; на турски: Zaman, в превод Време) е османски вестник, излизал в Солун, Османската империя от 28 юли 1908 година до май 1911 година.
Публикува се от Мустафа бей и Али Нихад. Вестникът излиза ежедневно и се занимава с политика.